# Andes fuégiennes
Les Andes fuégiennes (en espagnol : Andes fueguinos) sont le prolongement austral de la cordillère des Andes, au sud du détroit de Magellan. Elles occupent la portion montagneuse de l'archipel de la Terre de Feu, atteignant une altitude supérieure à 2 000 m. Elles sont situées au sud de l'Argentine et du Chili.
Les sommets les plus élevés sont situés dans la cordillère Darwin, dans le secteur sud-ouest de la grande île de la Terre de Feu (partie chilienne de l'île). Le point culminant des Andes fuégiennes est le mont Shipton, avec une altitude de 2 469 m. À la différence de la majeure partie de la chaîne andine, et en particulier des Andes patagoniennes australes, dont l'orientation générale suit un axe nord-sud, les Andes fuégiennes sont caractérisées par un changement de direction marqué, connu sous le nom d'« orocline de Patagonie » ; elles suivent un axe ouest-est entre le détroit de Magellan et l'île des États.

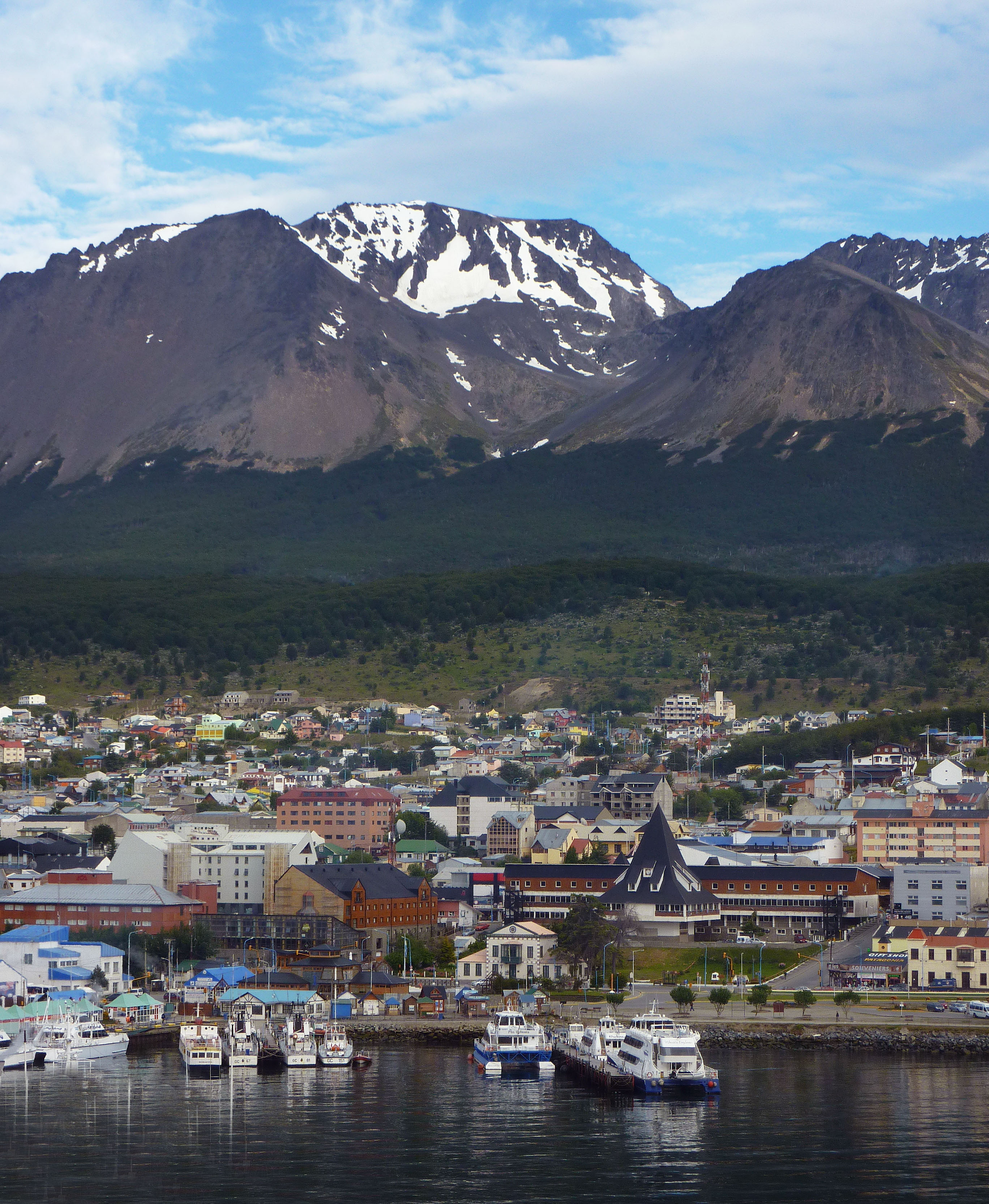
Vue des Andes fuégiennes avec la ville argentine d'Ushuaïa au premier plan.

Les Andes fuégiennes se sont formées entre le Crétacé supérieur et le Paléogène,.
Les Andes fuégiennes étant situées à une haute latitude australe, entre 54 et 55 °S, le climat y est généralement froid, la température annuelle moyenne variant entre 2 °C et 10 °C. Les précipitations annuelles sont de 300 mm. La zone est constamment balayée par des vents violents avec des rafales à plus de 100 km/h. D'après la classification de Köppen, le climat qui y règne est un climat subpolaire océanique (Cfc) ou climat semi-froid sub-humide.